# Antonio Banfi
Antonio Banfi (Vimercate, 30 settembre 1886 – Milano, 22 luglio 1957) è stato un filosofo, politico, critico letterario e traduttore italiano.
Fu sostenitore di un razionalismo aperto e antidogmatico in grado di attraversare i vari settori dell'animo umano.

## Biografia
L'estrazione familiare di Banfi era quella della borghesia colta lombarda di matrice liberale, nella quale convivevano un moderno cattolicesimo e un razionale illuminismo tecnico-scientifico. La ricca e vasta biblioteca in possesso della famiglia diventò per il giovane grande stimolo di conoscenza nei suoi studi, quando da Mantova, dove frequentava il Liceo Virgilio, ritornava a Vimercate, dove assieme alla famiglia trascorreva le vacanze estive.
Nel 1904 incominciò a frequentare i corsi universitari alla facoltà di lettere della Regia Accademia scientifico-letteraria di Milano e ottenne, dopo quattro anni, la laurea con lode, discutendo (con il relatore Francesco Novati) una monografia su Francesco da Barberino.
Incominciò a insegnare all'Istituto Cavalli-Conti di Milano e contemporaneamente proseguì con grande determinazione gli studi di filosofia (con Giuseppe Zuccante per la storia della filosofia e Piero Martinetti per la teoretica); il 29 gennaio 1910 prese la seconda laurea in filosofia, discutendo con Martinetti una tesi intitolata "Saggi critici della filosofia della contingenza", contenente tre monografie sul pensiero di Boutroux, Renouvier e Bergson.
Con la borsa di studio attribuita dall'Istituto Franchetti di Mantova ai laureati meritevoli, Banfi decise di andare in Germania e iscriversi, con il suo amico Confucio Cotti, alla facoltà di filosofia della Friedrich Wilhelms Universität di Berlino, dove strinse amicizia con il socialista Andrea Caffi. Nella primavera del 1911 ritornò in Italia e partecipò a vari concorsi, ottenendo una supplenza di Filosofia prima a Lanciano, in seguito a Urbino; per molti anni assunse diversi incarichi in varie sedi scolastiche.
Il 4 marzo 1916 si unì in matrimonio civile nel municipio di Bologna con la contessa Daria Malaguzzi Valeri. Durante la guerra, già riformato al servizio di leva, si dedicò all'insegnamento e, per la penuria di insegnanti richiamati al fronte, oltre alla sua cattedra fu costretto a ricoprire altri incarichi; solo agli inizi dell'ultimo anno venne aggregato come soldato semplice all'ufficio annonario della Prefettura di Alessandria.
Nei primi anni del dopoguerra Banfi, pur non militando nel movimento socialista, assunse in modo molto deciso posizioni di sinistra e partecipò, come iscritto alla Camera del Lavoro, all'organizzazione della cultura popolare, diventando in poco tempo una delle personalità più in vista del mondo culturale democratico alessandrino; venne nominato anche direttore della biblioteca di Alessandria, da cui fu in seguito allontanato dal nascente squadrismo fascista. Nel 1925 fu tra i firmatari del Manifesto degli intellettuali antifascisti, redatto da Benedetto Croce. 
Nel 1931 Piero Martinetti, che era stato collocato a riposo d'autorità per aver rifiutato di giurare fedeltà al fascismo, lo propose come suo successore per l'insegnamento della Storia della Filosofia all'Università degli Studi di Milano. Insediatosi nel 1941, fu relatore di Dino Formaggio, Armanda Guiducci, Rossana Rossanda, Maria Corti, Antonia Pozzi e di Anna Del Bo Boffino. 
Dopo la caduta del fascismo nel luglio del 1943, a Milano "erano stati presenti molti dirigenti comunisti usciti dal carcere o dalla clandestinità, alcuni dei quali dopo l’8 settembre capeggiarono la resistenza (...) Banfi, come dopo si seppe, s’incontrò con diversi di essi, fra cui Amendola (...) la scelta di Banfi è quella innanzitutto di ingaggiarsi e di rischiare la vita come partecipe della Resistenza
anche in rapporto con Eugenio Curiel, fondatore del Fronte della gioventù e antifascista che combatte durante la Resistenza e che sarà assassinato dai fascisti proprio a pochi passi dalla casa di Banfi, perché riconosciuto da una spia", portando alla lotta con sé tutti i suoi allievi.
Col suo maestro Martinetti, Banfi è considerato uno dei fondatori della Scuola di Milano di filosofia.  
Diresse la rivista «Studi filosofici» (ISSN 1125-9833), pubblicata dal 1940 al 1949.
Nel secondo dopoguerra, con le elezioni politiche del 1948, fu eletto al Senato della Repubblica per il Partito comunista. Il mandato fu confermato alle successive elezioni del 1953.
A lui è intitolato il Liceo Scientifico con sezione classica aggregata di Vimercate.

## Il razionalismo critico
Antonio Banfi può essere considerato il maestro della corrente filosofica che in Italia si è denominata Razionalismo critico e che ha avuto anche derivazioni significative nel campo della pedagogia teoretica con il Problematicismo. In sostanza, usando il concetto kantiano di ragione, Banfi la considera come la facoltà di un discernimento critico, analitico, presupposto trascendentale che sistematizza l'esperienza, i dati empirici, non pervenendo a dogmi o a sistemi di sapere chiusi e assoluti. Il principio razionale permette di cogliere e comprendere la realtà nelle sue complesse determinazioni: senza questo principio, che va assunto appunto come trascendentale, la realtà sarebbe caotica e solo contingente ed esperienziale oppure interpretata secondo la Metafisica o sistemi di pensiero chiusi e non problematici come richiesto dalla scienza e in generale dalla complessa dinamica del mondo umano e naturale. L'apertura della ragione è talmente ampia che anche le filosofie assolutizzanti vengono poste come possibilità di verità, seppur parziali ("È bene tener presente che il pensiero non pensa mai il falso in modo assoluto"). La filosofia è lo strumento indispensabile per l'analisi critica del reale, non deve tendere a un sapere assoluto, ma porsi il tema privilegiato della coscienza, purché questa coscienza sia "coscienza della relatività, della problematicità, della viva dialettica del reale". Si sfugge al relativismo possibile seguendo le orme di Socrate: l'eticità prevale quando, non potendo esistere se non come tendenza verità assoluta, le verità relative sono assunte come problema, cioè come ricerca interrogante e incessante fondante l'intero processo conoscitivo. Le conclusioni sono, come nell'ambito scientifico (la scienza è lo strumento pragmatico della ragione, la filosofia lo strumento teoretico) non false ma possibili, non solo provvisorie, ma reali. Le categorie che Banfi propone per sintetizzare la sua proposta filosofica, sono quelle di "sistematica" del sapere, fondata su un significato antidogmatico della ragione, una "sistematica" aperta per il rinnovamento critico di tutte le strutture razionali e di un umanesimo nuovo, radicale, che ponga l'uomo al centro dell'indagine razionale e nella sua realtà storico-effettuale, che forma la sua coscienza concreta nel mondo reale: dunque critica alla metafisica ma necessità della filosofia, il sapere costruttivo garanzia di libertà e concretezza.

Il confronto che Banfi predilige è con gli indirizzi filosofici della prima metà del Novecento, in particolare la Fenomenologia, il neokantismo di Marburgo, il neopositivismo, l'Esistenzialismo, ma negli ultimi anni orienta sempre più il suo interesse al Marxismo, di cui condivide gli assunti fondamentali leggendoli alla luce del suo razionalismo critico, come si evince dalla raccolta postuma Saggi sul marxismo editi nel 1960.

## Archivio
Si segnalano tre fondi archivistici del pensatore: 
- "Fondo Antonio Banfi Archiviato il 18 ottobre 2020 in Internet Archive." presso la Biblioteca Panizzi di Reggio Emilia. L'archivio, insieme con la biblioteca personale di Banfi, dopo la morte del pensatore venne donato alla provincia di Reggio Emilia insieme con la costituzione del "Centro studi Antonio Banfi”. In seguito, il Centro si trasformerà in "Istituto Banfi", con sede a Reggio Emilia. Nel 2015, l’archivio e la biblioteca personale del filosofo sono stati depositati alla Biblioteca Panizzi di Reggio Emilia, a seguito di un accordo tra Soprintendenza Archivistica per l’Emilia-Romagna, Comune e Provincia di Reggio Emilia. La biblioteca conserva anche l'archivio di Daria Malaguzzi Valeri e l’archivio delle carte di Clelia Abate, segretaria del Fronte della Cultura e allieva di Banfi.

- Archivio "Antonio Banfi e Daria Malaguzzi Valeri" presso la Biblioteca di Filosofia dell'Università degli Studi di Milano. Il fondo archivistico contiene diverse centinaia di documenti conservati da Daria Malaguzzi Valeri, moglie del filosofo, e da lei usati nella stesura del libro Umanità, pubblicato nel 1967 per le Edizioni Franco di Reggio Emilia. I documenti del fondo coprono l'intero arco di vita di Antonio Banfi ma risultano particolarmente ben rappresentati gli anni giovanili; da segnalare soprattutto il ricco epistolario con la futura moglie, riferito agli anni compresi tra il 1911 e il 1916, e la corrispondenza con Piero Martinetti, durante la sua docenza presso la Regia Accademia Filosofico Letteraria di Milano e poi dal suo ritiro di Spineto.
- "Archivio privato familiare Antonio Banfi"[8] conservato presso l'Università degli studi dell'Insubria. Centro Internazionale Insubrico Carlo Cattaneo e Giulio Preti[9], riunisce migliaia di lettere, biglietti, cartoline postali, plichi e buste, conservati in 33 raccoglitori a loro volta inseriti in 15 buste, per una consistenza di circa 1,5 mi. Gran parte dell'archivio è costituito dal carteggio tra Antonio Banfi e Daria Malaguzzi Valeri, sposatisi il 4 luglio 1916.  Il rapporto epistolare con la moglie, infatti, non si limitò alla sfera affettiva e familiare, ma affronta spesso tematiche filosofiche (ad esempio, la frequentazione di G. Simmel durante il giovanile soggiorno a Berlino, nel 1909-1911, o la ricezione dell'opera e la personale conoscenza di E. Husserl) e di attualità, nella concretezza dei riferimenti a eventi e circostanze del presente e ai rapporti sociali coltivati da Banfi come pensatore, studioso, organizzatore culturale e uomo politico.

## Opere
- La filosofia e la vita spirituale, Milano, Isis, 1922.
- Principi di una teoria della ragione, Firenze, la Nuova Italia, 1926.
- Pestalozzi, Firenze, Vallecchi, 1929.
- Vita di Galileo Galilei, Lanciano, R. Carabba, 1930.
- Sommario di storia della pedagogia, Milano, A. Mondadori, 1931.
- I classici della pedagogia: Rousseau, Pestalozzi, Capponi, Gabelli, Gentile, Milano, Mondadori, 1932
- Studi filosofici : rivista trimestrale di filosofia contemporanea, Milano, 1940-1949
- Saggio sul diritto e sullo Stato, Roma, Rivista internazionale di filosofia del diritto, 1935.
- Per un razionalismo critico, Como, Marzorati, 1943.
- Lezioni di estetica raccolte a cura di Maria Antonietta Fraschini e Ida Vergani, Milano, Istit. Edit. Cisalpino, 1945.
- Vita dell'arte, Milano, Minuziano, 1947.
- Galileo Galilei, Milano, Ambrosiana, 1949.
- L'uomo copernicano, Milano, A. Mondadori, 1950.
- (con M. Dal Pra - G. Preti - P. Rossi), La crisi dell'uso dogmatico della ragione, Milano, Bocca, 1953
- La filosofia del settecento, Milano, La Goliardica, 1953.
- La filosofia critica di Kant, Milano, La Goliardica, 1955.
- La filosofia degli ultimi cinquant'anni, Milano, La Goliardica, 1957
- La ricerca della realtà. v. 1, Firenze, Sansoni, 1959
- La ricerca della realtà. v. 2, Firenze, Sansoni, 1959
- Saggi sul marxismo, Roma, Editori Riuniti, 1960 (postumo)
- Filosofia dell'arte (a cura di Dino Formaggio, postumo) , Roma, Editori Riuniti, 1962

## Omaggi
- Gli è stato intitolato il liceo scientifico di Vimercate, su iniziativa del preside Augusto Vegezzi, che si laureò con lui.